# یوکی اونیشی
یوکی اونیشی (ژاپنی: 大西 勇輝؛ زادهٔ ۳۰ ژوئیهٔ ۱۹۹۶) یک بازیکن فوتبال اهل ژاپن است.
از باشگاه‌هایی که در آن بازی کرده‌است می‌توان به باشگاه فوتبال کیوتو سانگا اشاره کرد.